# Hôtel de ville de Hambourg
L'hôtel de ville de Hambourg (en allemand Hamburger Rathaus) est le siège du Parlement et du Sénat de la ville hanséatique de Hambourg, en Allemagne.